# 25 to Life (album)
25 to Life è un live album dei Rose Tattoo, uscito il 28 novembre 2000 per l'etichetta discografica Steamhammer/SPV GmbH.
Il disco è stato registrato al festival Wacken Open Air nell'estate del 2000.

## Tracce

### CD1
1. Out of This Place – 5:53 (Cocks)
2. Bad Boy for Love – 4:50 (Rilen)
3. Assault and Battery – 3:43 (Cocks, Troat)
4. Tramp – 3:00 (Rose Tattoo)
5. Butcher & Fast Eddy – 8:16 (Anderson, Cocks, Leach, Royall, Wells)
6. Rock 'n' Roll Is King – 4:35 (Cocks)
7. Rock 'n' Roll Outlaw – 3:57 (Anderson, Cocks, Leach, Royal, Wells)
8. We Can't Be Beaten – 4:27 (Riley)
9. Astra Wally – 4:43 (Anderson, Leach, Rilen, Royall, Wells)

### CD2
1. Scarred for Life – 7:15 (Anderson, Riley, Royall)
2. Remedy – 3:43 (Rose Tattoo)
3. Juice on the Loose – 4:34 (Anderson, Wells)
4. Who's Got the Cash – 3:33 (Anderson, Wells)
5. One of the Boys – 4:11 (Anderson, Cocks, Leach, Royall, Wells)
6. Nice Boys – 9:02 (Anderson, Cocks, Leach, Royal, Wells)
7. Manzil Madness – 2:35 (Wells)
8. Suicide City – 8:15 (Cocks)

## Formazione
- Angry Anderson - voce
- Peter Wells - chitarra
- Rob Riley - chitarra
- Steve King - basso
- Paul DeMarco - batteria